# 鸭暖镇
鸭暖镇，是中华人民共和国甘肃省张掖市临泽县下辖的一个乡镇级行政单位。
2014年，甘肃省民政厅批复同意撤销鸭暖乡，设立鸭暖镇。

## 行政区划
鸭暖镇下辖以下地区：
小鸭村、张湾村、昭武村、大鸭村、暖泉村、五泉村、华强村、白寨村、曹庄村、小屯村和古寨村。